# Vitex evoluta
Espèce
Synonymes
- Vitex evoluta Däniker[2]

Statut de conservation UICN

 EN B1+2c : En danger
Vitex evoluta est une espèce de plantes à fleurs de la famille des Lamiaceae.

## Publication originale
- Mitteilungen aus dem Botanischen Museum der Universität Zürich 142: 408. 1933.